# Schematizella
Schematizella là một chi bọ cánh cứng trong họ Chrysomelidae.
Chi này được miêu tả khoa học năm 1888 bởi Jacoby.

## Các loài
Các loài trong chi này gồm:
- Schematizella brevicornis Laboissiere, 1940
- Schematizella burgeoni Laboissiere, 1922
- Schematizella cameruna (Laboissiere, 1927)
- Schematizella castanea (Laboissiere, 1940)
- Schematizella erythrocephala (Laboissiere, 1920)
- Schematizella flava (Clark, 1865)
- Schematizella ghesquierei Laboissiere, 1940
- Schematizella marlieri Laboissiere, 1940
- Schematizella pulchella Laboissiere, 1940
- Schematizella puncticollis Laboissiere, 1940
- Schematizella smaragdina (Laboissiere, 1929)
- Schematizella tropica (Baly, 1879)